# Вольфганг Шенк
Вольфганг «Бомбо» Шенк (нім. Wolfgang "Bombo" Schenck; 7 лютого 1913, Віндгук, Німецька Південно-Західна Африка — 5 березня 2010, Марбург) — німецький льотчик-ас штурмової авіації, оберстлейтенант люфтваффе (1 листопада 1944). Кавалер Лицарського хреста Залізного хреста з дубовим листям.

## Біографія
В 1936 році вступив в люфтваффе. У складі 1-ї групи 1-ї важкої винищувальної ескадри брав участь в Польській і Французькій кампаніях. З вересня 1940 року — командир 1-ї ескадрильї 210-ї випробувальної групи (потім — 210-та ескадра швидкісних бомбардувальників). Учасник Німецько-радянської війни. З 1 по 4 січня 1942 року — командир 1-ї групи 210-ї ескадри швидкісних бомбардувальників, з 4 березня до 20 серпня 1942 року — 1-ї групи 1-ї важкої винищувальної ескадри, з 3 січня 1943 року — 2-ї ескадри підтримки сухопутних військ, яка в квітні 1943 року була перекинута в Італію. 11 жовтня 1943 року переведений в штаб генерала штурмової авіації, а в березні 1944 року — в Технічне управління ОКЛ. В червні 1944 року поставлений на чолі випробувального командування «Шенк»), на озброєнні якого були реактивні літаки Ме.262. З вересня 1944 року — командир 1-ї групи 51-ї бомбардувальної (винищувальної) ескадри, з 5 грудня 1944 року — всієї ескадри. 31 січня 1944 року знову переведений в інспекцію штурмової авіації. В травні 1945 року взятий в полон союзниками. В червні 1945 року звільнений.
Всього за час бойових дій здійснив понад 400 бойових вильотів як штурмовик і 40 — як винищувач на Ме.262 та збив 18 літаків, у тому числі 15 радянських. Також Шенк потопив декілька кораблів загальною водотоннажністю 38 000 тонн і знищив 15 радянських танків.
Після війни повернувся в Південну Африку, де працював і пілотом. Загалом провів у повітрі 17 000 годин. Потім переїхав в Німеччину, де прожив решту життя.

## Нагороди
- Нагрудний знак пілота
- Медаль «За вислугу років у Вермахті» 4-го класу (4 роки)
- Залізний хрест
  - 2-го класу (23 вересня 1939)
  - 1-го класу (25 травня 1940)
- Почесний Кубок Люфтваффе (22 грудня 1940)
- Лицарський хрест Залізного хреста з дубовим листям
  - лицарський хрест (14 серпня 1941) — за 200 бойових вильотів і 9 перемог. На той момент також мав на рахунку кілька знищених танків.
  - дубове листя (№ 139; 30 жовтня 1942) — за 300 бойових вильотів і 18 перемог.
- Медаль «За зимову кампанію на Сході 1941/42» (7 вересня 1942)
- Нагрудний знак «За поранення» в золоті
- Авіаційна планка винищувача-перехоплювача в золоті